# Thymoites praemollis
Thymoites praemollis là một loài nhện trong họ Theridiidae.
Loài này thuộc chi Thymoites. Thymoites praemollis được Eugène Simon miêu tả năm 1909.